# Philip Dowd
Philip Dowd (Staffordshire, 1963. január 26.  –) angol nemzeti labdarúgó-játékvezető.	

## Pályafutása

### Nemzeti játékvezetés
A játékvezetői vizsgát 1984-ben tette le. Vizsgáját követően a Staffordshire Labdarúgó-szövetség által irányított bajnokságokban, a Staffordshire Senior Football League majd a Midland Football Alliance játékvezetője és partbírója. Nemzeti labdarúgó-szövetségének megfelelő játékvezető bizottsága minősítése alapján, az angol gyakorlatnak megfelelően 1992-1997 között a Football League asszisztense/játékvezetője, majd 1997-2001 között a Football League bírója. 2001-től a Premier League játékvezetője. A küldési gyakorlat szerint rendszeres 4. bírói szolgálatot is végzett. A nemzeti játékvezetéstől 2015-ben vonult vissza. Első ligás mérkőzéseinek száma: 2008-2013 között 547 mérkőzést irányított.

#### Nemzeti kupamérkőzések
Vezetett kupadöntők száma: 4.

##### FA Trophy-kupa
| Időpont           | Helyszín                | Mérkőzés típusa | Mérkőzés                     | Eredmény                  |
| ----------------- | ----------------------- | --------------- | ---------------------------- | ------------------------- |
| 2005. október 28. | Wembley Stadion, London | döntő           | Grays Athletic–Hucknall Town | 6 – 5 (büntetőrúgásokkal) |

##### Angol labdarúgó-ligakupa
| Időpont           | Helyszín                | Mérkőzés típusa | Mérkőzés                            | Eredmény | Nézők száma |
| ----------------- | ----------------------- | --------------- | ----------------------------------- | -------- | ----------- |
| 2010. február 28. | Wembley Stadion, London | döntő           | Aston Villa FC–Manchester United FC | 1 – 2    | 88 596      |

##### FA Community Shield
| Időpont            | Helyszín                | Mérkőzés típusa | Mérkőzés                                | Eredmény | Nézők száma |
| ------------------ | ----------------------- | --------------- | --------------------------------------- | -------- | ----------- |
| 2011. augusztus 7. | Wembley Stadion, London | döntő           | Manchester City FC–Manchester United FC | 2 – 3    | 77 169      |

##### FA-kupa
| Időpont        | Helyszín                | Mérkőzés típusa | Mérkőzés                | Eredmény | Nézők száma |
| -------------- | ----------------------- | --------------- | ----------------------- | -------- | ----------- |
| 2012. május 5. | Wembley Stadion, London | döntő           | Chelsea FC–Liverpool FC | 2 – 1    | 89 102      |